# Felechas (Boñar)
Felechas es una localidad perteneciente al ayuntamiento de Boñar, en el noroeste de la provincia de León (España).

## Geografía
Se encuentra al este de  Llama y al oeste de Sotillos de Sabero. Se accede a través de la carretera CL-626.

## Historia
En el año 1847 se describe Felechas en el Diccionario  elaborado por el entonces ministro de hacienda Pascual Madoz, citándolo como Felechas de Colle.: 

Lugar en la provincia y diócesis de León (8 leguas), partido judicial de La Vecilla (2), audiencia territorial y capitanía general de Valladolid (24), ayuntamiento de Boñar. SITUADO a la falda de un monte que le resguarda de los vientos del Norte y Sur; su clima es frío pero sano, pues no se padecen otras enfermedades comunes que algunas fiebres catarrales. Tiene 20 CASAS; escuela de primeras letras dotada con doscientos reales, a que asisten unos 20 niños; iglesia parroquial (San Martín), servida por un cura de ingreso y presentación del duque de Alba; una ermita en las afueras, dedicada a Santiago, y buenas aguas potables. Confina N. Vozmediano; E. Ercina; S. Velilla de la Tercia, y O. Colle y Llama, a 1 legua el más distante. El TERRENO es de mediana calidad, y le fertilizan las aguas de un arroyo que nace en el término. Los CAMINOS dirigen a los pueblos limítrofes. Recibe correspondencia de Boñar. PRODUCTOS: trigo, centeno, cebada, lino, patatas, garbanzos y hortaliza; cría ganado vacuno, cabrío, caballar y de cerda; y caza de lobos, perdices y liebres. POBLACIÓN: 20 vecinos., 94 almas. CONTRIBUCIÓN: Con el ayuntamiento.

## Evolución demográfica
| 2000 | 2001 | 2002 | 2003 | 2004 | 2005 | 2006 | 2007 | 2008 | 2009 | 2010 | 2011 | 2012 | 2013 | 2014 | 2015 | 2016 | 2017 | 2018 | 2019 | 2020 | 2021 |
| 70   | 71   | 64   | 62   | 64   | 65   | 59   | 57   | 55   | 55   | 53   | 46   | 46   | 51   | 51   | 44   | 40   | 41   | 39   | 36   | 36   | 34   |

## Construcciones típicas
Los elementos más característicos de este pueblo son los 4 hórreos, en buen estado de conservación. Todos ellos han sido declarados bien de interés cultural (BIC)
Iglesia parroquial de San Martín de Tours y Santa Lucía, obra del siglo XIV. La base del altar mayor cuenta es un resto visigótico, del siglo IX

## Fiestas y acontecimientos
- Fiestas locales. Celebradas en honor a Santa Lucía. Ocurre todos 10 y 11 de agosto.
- Felechas - Encuentro de Música tradicional. (Musicaenfelechas.com)Celebrado el primer fin de semana de agosto. Festival de música que centra su interés  en la música y los bailes tradicionales, todo ello alrededor de la amistad.